# 임병호 (1914년)
임병호(1914년 9월 1일 ~ 2014년 1월 17일)는 대한민국의 비전향 장기수이다.

## 생애
충청남도 보령군에 있는 소작농 가정에서 태어났다. 몹시 가난한 가정 형편으로 말미암아 힘겹고 고통스럽게 살았고 제대로 교육받지도 못했다.
10대 후반에 집을 나와 만주를 전전한 끝에 황해도의 광산에서 일하기 시작했다. 이 곳에서 반일 조직에 가입하면서 사회주의 사상에 눈뜨게 되었다. 임병호가 가입한 조직은 김일성의 조선인민혁명군과 선이 닿아 있었다.
일본 제국의 태평양 전쟁 패배로 황해도 지역에 소군정이 실시되고 조선민주주의인민공화국이 성립되는 과정에서 등용되었다. 간부양성학교를 졸업하고 광산의 무역 책임자로 일하게 되었다. 한국 전쟁 중에도 후방에서 무역 사업에 종사했다.
이후 공작원 교육받고 남파되었다가 체포되어 1959년에서 1991년까지 32년간 광주교도소를 위시한 여러 교도소에서 복역했다. 수감 중 전향 권유를 받았으나 전향하지 않았다. 석방된 뒤에는 서울의 양로원에 머물다가 2000년 6·15 남북 공동선언에 의거해 1남 2녀의 자녀들이 기다리는 조선민주주의인민공화국으로 송환되었다.
조선민주주의인민공화국으로 송환되고 나서 임병호의 삶을 소재로 한 소설 《붉은 수인》이 창작되어 높이 평가받았다.

## 참고자료
- “비전향장기수 임병호의 수기 《새 삶의 축복》”. 조선중앙통신. 2006년 12월 28일. 5면면.